# Новая Долина (Белгородская область)
Новая Долина — посёлок в Волоконовском районе Белгородской области России. В составе Шидловского сельского поселения.

## География
Посёлок расположен в восточной части Белгородской области, в 13,9 км по прямой к северо-западу от северо-западных окраин районного центра Волоконовки.

## Население
| 2002 | 2010 |
| ---- | ---- |
| 57   | ↘50  |